# Glossodoris rufomarginata
Glossodoris rufomarginata (Bergh, 1890) è un mollusco nudibranchio della famiglia Chromodorididae.

## Descrizione
Corpo bianco o giallo, finemente puntinato di bruno, bordo del mantello bianco, con una linea arancio lungo tutto il contorno. Rinofori bianchi alla base, marroni sull'apice, ciuffo branchiale giallo-bianco.

## Biologia
Si nutre di spugne dei generi Dysidea e Spongia.

## Distribuzione e habitat
Comune nell'Indo-Pacifico occidentale.